# Maxim Khoroshavin
Maxim Khoroshavin, né le 20 mai 2003, est un coureur cycliste kazakh. Il prend part à des compétitions sur route et sur piste.

## Biographie
En 2023, Maxim Khoroshavin participe aux championnats du Kazakhstan sur piste, où il remporte le titre dans la poursuite par équipes. Il termine également troisième de la course à l'américaine et de la vitesse par équipes. Deux ans plus tard, il s'adjuge la médaille de bronze dans la poursuite par équipes aux championnats d'Asie, avec ses compatriotes de la délégation kazakhe.

## Palmarès sur piste

### Championnats d'Asie
- Nilai 2025
  -  Médaillé de bronze de la poursuite par équipes

### Championnats nationaux
- 2023
  -  Champion du Kazakhstan de poursuite par équipes (avec Ilya Karabutov, Andrey Kreis et Dmitriy Oleinikov)
  - 3e du championnat du Kazakhstan de l'américaine
  - 3e du championnat du Kazakhstan de vitesse par équipes
- 2024
  -  Champion du Kazakhstan de poursuite par équipes (avec Ilya Karabutov, Vladislav Bashlykov et Vladimir Born)